# Francisco Manuel Caínzos Palmero
Fran Caínzos Palmero (Barcelona, 12 de juliol de 1973) és un futbolista gallec, que ocupa la posició de defensa.

## Trajectòria
Naix a Barcelona i creix a la localitat de Curtis. Després de passar pel juvenil del FC Barcelona i pel Brigantium, a la campanya 92/93 recala al filial del Celta de Vigo, el Celta Turista, amb qui debuta a Segona Divisió B.
Entre 1994 i 1996 forma amb el Racing de Ferrol, on és titular. De cara la temporada 96/97 fitxa pel CD Ourense. Els conjunt ourensà militava a la categoria d'argent, i el defensa disputa 66 partits en dues campanyes, que van cridar l'atenció del Celta de Vigo.
Debuta amb els viguesos a la màxima categoria a la temporada 98/99, en partit contra el Real Oviedo. El bon moment de Cáceres i de Míchel Salgado li va tancar les portes de la titularitat, jugant només dos partits eixe any.
La temporada 99/00 marxa a la UD Salamanca, de Segona Divisió. Seria suplent a l'equip castellanolleonès, igual que al CD Tenerife (00/01), de nou el Salamanca (01/02) i la SD Compostela (02/03), totes quatre campanyes a la categoria d'argent.
Amb els compostel·lans disputa la Segona Divisió B la temporada 03/04, en la qual els problemes econòmics protagonitzarien la temporada i finalitzarien amb la caiguda de l'entitat a divisions regionals. El defensa fitxa llavors pel CD Ourense, on passa dos anys a Segona B. Es retira el 2008, després de jugar les dues darreres temporades al Narón Balompié, de la Tercera Divisió.
El mes de febrer de 2010 retorna als terrenys de joc al fitxar pel conjunt extremeny del Montehermoso.